# طربيد مارك 48
طوربيد مارك 48 (بالإنجليزية: Mark 48 torpedo)‏ هو طربيد تم تصميمه من قبل بحرية الولايات المتحدة ليكون سهل الحمل على ظهر السفن والغواصات فوق وتحت سطح البحر. و تستعمله البحرية الأمريكية والبرازيلية والأسترالية والكندية والهولندية.

### طوربيد خفيف
طوربيد إم يو 90

 الطوربيد الأمريكي مارك 54 (MK 54)

 الطوربيد الأمريكي مارك 46

### طوربيد ثقيل
طوربيد سي هاك DM2A4